# Windom Earle
Windom Earle è un personaggio immaginario antagonista della serie televisiva statunitense I segreti di Twin Peaks, creata da Mark Frost e David Lynch. È interpretato da Kenneth Welsh, con la voce italiana di Sandro Iovino.
È uno psicotico ex-agente speciale dell'FBI tra i migliori mai avuti dall'agenzia, nonché partner e mentore di Cooper, dopo la diserzione si dedica alle arti occulte ossessionato dall'idea di trovare la Loggia Nera. Il personaggio appare solo nella seconda stagione della serie televisiva.

## Profilo
Nel descrivere Windom Earle, Cooper dice che: «la sua mente è come un diamante: fredda, dura e brillante». Il personaggio si presenta come deviato, perverso, violento e psicotico fino al punto da non mostrare il minimo riguardo per la vita umana, motivo per il quale durante la serie, pur comparendo solo nella parte finale della seconda stagione, è uno dei personaggi che commette il maggior numero di omicidi.
Nonostante lo stato mentale, Earle dimostra ugualmente una capacità intellettiva rasente la genialità e viene indicato come uno dei migliori investigatori che l'FBI avesse a sua disposizione. Maestro dei travestimenti, e profondo conoscitore dei misteri occulti di tutto il mondo, inclusi i "dugpas", maghi tibetani dediti al male, Earle dimostra spesso d'avere una cultura non indifferente, da cui attinge ispirazione per i suoi misfatti.
È ossessionato dagli scacchi, cosa che gioca un ruolo importante negli ultimi episodi, quando decide di usare esseri umani come fossero pedine giocando con le autorità di Twin Peaks e il suo vecchio pupillo una partita mortale in cui la posta in gioco sono delle vite. Quando lavorava con Cooper erano soliti giocare una partita a scacchi ogni giorno e, per ammissione dell'agente, Windom Earle non ha mai subito una sconfitta, cosa che di fatto, non avviene neppure nella serie dato che la "partita a scacchi" intrapresa dai due non giunge a conclusione.
Dedito alla magia nera e all'occulto, Earle è estremamente attratto dalla Loggia Nera e tenta di scoprirne i segreti e il modo per entrarvi durante tutta la durata della sua permanenza nella serie. Curiosamente, ogni qualvolta gli altri personaggi lo nominano utilizzano sempre il suo nome per intero.
Anche se in modo drammatico, Earle rappresenta l'altra faccia di Cooper: un agente dell'FBI una volta buono, onesto e ligio al dovere e al regolamento, trasformatosi in un essere corrotto dal male. La morale che ne emerge è ovvia: anche un'anima pura come quella di Cooper potrebbe un domani diventare sporca e pericolosa come quella di Earle; si veda a questo proposito l'ultima scena della seconda stagione, con cui Twin Peaks si conclude.

## Biografia

### Antefatti
Windom Earle nacque a Philadelphia, Pennsylvania, in data ignota. Quando entrò nel FBI prese servizio proprio nella città natale e divenne uno dei migliori agenti speciali dell'istituzione, tanto da venire coinvolto nel Progetto Blue Book assieme al maggiore Briggs, con un compito non inerente agli UFO, bensì ai misteri che si nascondono nei boschi alla periferia di Twin Peaks, nello specifico la localizzazione della Loggia Nera, cui l'uomo divenne ossessionato.
In questo periodo si sposò con una donna di nome Caroline Powell.
Successivamente nella sua squadra venne inserito il giovane Dale Cooper, che Earle prese sotto la sua ala e a cui insegnò tutto ciò che occorre per svolgere al meglio la professione. 
Quando la moglie dell'uomo fu testimone di un crimine federale, Earle e il suo pupillo furono assegnati alla sua protezione. Il giovane si innamorò immediatamente di Caroline, all'insaputa del marito, tuttavia una notte mentre si trovava a Pittsburgh, Cooper abbassò la guardia e Caroline venne uccisa da Earle con una coltellata all'aorta.
Dopo tale evento Earle fu dichiarato pazzo e rinchiuso in un centro di salute mentale, da cui tuttavia riuscì ad evadere divenendo latitante. Ci furono sospetti che fosse stato proprio Earle a commettere il delitto di cui Caroline era stata testimone.

### NeI segreti di Twin Peaks
Giunto alla cittadina di Twin Peaks, molto tempo dopo la chiusura del caso Laura Palmer, Earle sfida le autorità locali, tra cui l'agente Cooper, soffermatosi nella cittadina per passarvi i giorni di ferie arretrati, ad una "partita a scacchi" mortale dichiarando che ucciderà una persona per ogni pezzo perso dagli avversari. Per tenergli testa, Cooper richiede l'aiuto di Pete Martell, tra le altre cose geniale scacchista, ottenendo così di riuscire a temporeggiare e compiere il maggior numero di mosse senza che alcun pezzo venisse mangiato.
Nel frattempo, Earle nasconde una cimice in un bonsai nell'ufficio dello sceriffo Truman, convinto sia un regalo di Josie Packard, e lascia una maschera della sua ex-moglie sul letto di Cooper, con un nastro sotto di essa. Inoltre rapisce e schiavizza Leo Johnson grazie ad un collare elettrificato per cani, rapisce il maggiore Briggs, e lo interroga duramente usando l'aloperidolo, facendosi così rivelare che è la paura ad aprire i cancelli oscuri della Loggia Nera.
Forte della rivelazione, Earle sceglie tre "Regine": Audrey, Donna e Shelly. Consegna a ciascuna di loro una parte della poesia Love's philosophy di Percy Shelley e organizza per loro un incontro alla Roadhouse con l'intento di rapirne una e sfruttarne il terrore per entrare nella Loggia. Tuttavia decide infine di accanirsi contro Annie Blackburn, la nuova reginetta di Twin Peaks, dopo aver scoperto del legame tra lei e Cooper. Mascheratosi da Signora Ceppo si introduce dunque al concorso e la rapisce portandola con sé nella Loggia Nera finalmente apertaglisi dinnanzi.
Proprio all'interno della Loggia, Earle trova la morte per mano di BOB, difatti, nel momento in cui Cooper vi si addentra l'ex-mentore gli propone di lasciare libera Annie in cambio della sua anima e, come risultato, il furibondo demone possessore lo assale spiegando che il "neofita" Earle non ha ancora raggiunto le alte gerarchie dello status demoniaco per poter reclamare l'anima di Cooper, dunque BOB si appropria della sua per diritto: infatti, per il solo desiderio di scandagliare gli abissi segreti della Loggia Nera, l'umana natura di Windom si assimilerà comunque a quella infernale. Secondo alcuni fan, parte del carattere freddo e metodico di Bad Cooper, posseduto da BOB, sarebbe dovuta all'influenza dell'anima di Windom assorbita dal demone.